# Christian Bilhac
Christian Bilhac, né le 10 avril 1955 à Clermont-l'Hérault, est un homme politique français. Il est sénateur de l'Hérault depuis 2020.

## Biographie
Maire de Péret de 1983 à 2020, Christian Bilhac est également président de l’Association des Maires Ruraux de l’Hérault de 1995 à 2012 puis président de l'association des maires de l'Hérault de 2012 à 2020 et de vice-président de l'Association des maires de France.
Il a été président du centre de formation des maires et des élus locaux de l'Hérault (CFMEL) de 2015 à 2020.
Il est élu sénateur de l'Hérault le 27 septembre 2020. 